# پل لالی
پل کابلی شهدای لالی در استان خوزستان و بر روی رود کارون است. این پل در جنوب شهر لالی بین لالی و مسجدسلیمان در خوزستان قرار دارد و با دهانه مرکزی ۲۵۶ متر بزرگ‌ترین پل کابلی ایران استو برای اتصال دو شهر لالی و مسجد سلیمان ساخته شده است.

### تاریخچه
این پل ازجمله برنامه‌های جانبی طرح سد و نیروگاه گتوند عليا است که در آن برای عبور سواره‌رو و همچنین دو متر عرض در هر طرف برای عبور لوله‌های نفت و گاز ساخته شده است. ساخت این پل با هدف جایگزین کردن پل قدیمی لالی انجام شد که با آبگیری دریاچه سد گتوند به زیر آب رفت. پل فلزی قدیمی لالی در سال ۱۳۲۹ خورشیدی بر روی رودخانه کارون بنا شد و ارتباط دو شهر لالی و مسجد سلیمان را برقرار می‌ساخت. این پل در ۳ کیلومتری پل کنونی لالی قرار داشت. پل کابلی لالی از نوع کابلی و دارای عرشه فلزی با پایه‌ها و پایلوت‌های بتنی و کابل‌های ترکه‌ای با روش نصب تلفیقی «پیشرانی ـ طره‌ای» است.
‌ 
پل کابلی و معلق لالی یکی از زیباترین و جذاب ترین مناطق تفریحی و دیدنی شهر لالی در امتداد رود کارون در استان خوزستان است. این پل بزرگترین پل معلق ایران نیز می‌باشد.
‌ ‌ ‌ ‌

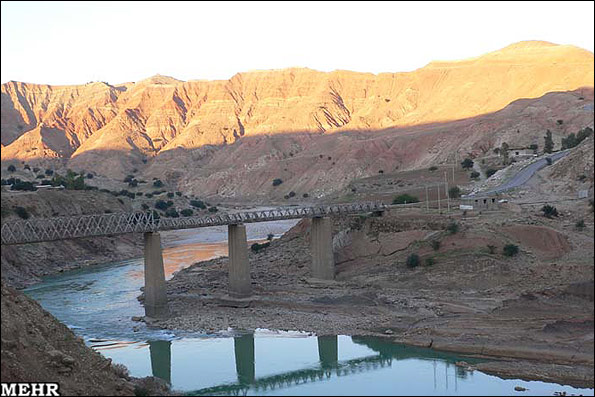
پل خرپایی قدیم لالی که در ۳ کیلومتری پل کنونی قرار داشت و در سال ۱۳۲۹ ساخته شد و بعد از آبگیری سد گتوند به زیر آب رفت.
تصویر پل لالی و رود کارون
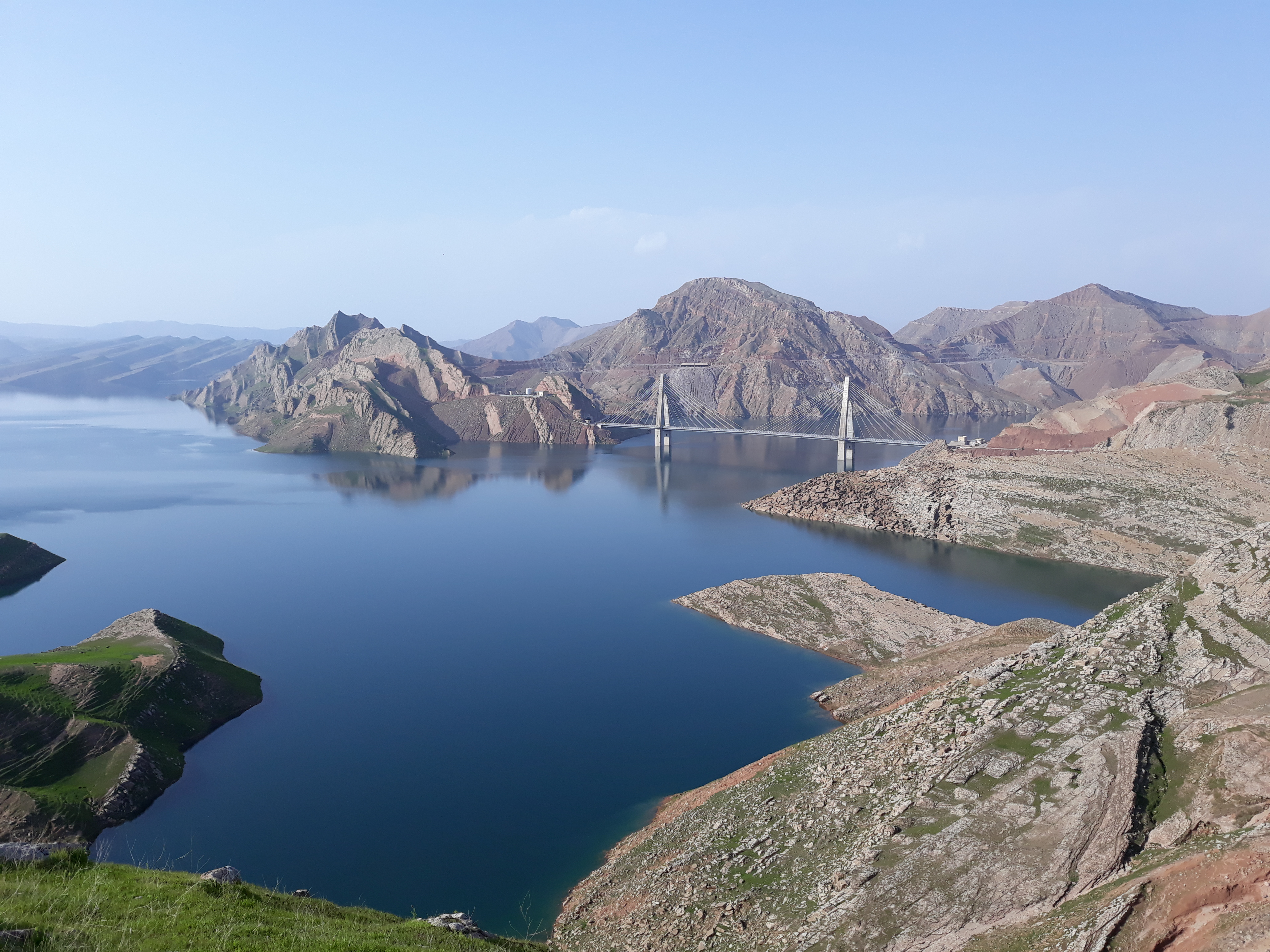
از سمت جنوب شرقی